# Kabinett Bülow (Preußen)
Das Kabinett Bülow bildete vom 17. Oktober 1900 bis 14. Juli 1909 das von König Wilhelm II. berufene Preußische Staatsministerium. 
| Amt                                                    | Name |
| ------------------------------------------------------ | --- |
| Ministerpräsident                                      | Bernhard von Bülow (gleichzeitig Reichskanzler) |
| Vizepräsident                                          | Johannes von Miquel, 17. Oktober 1900 – 5. Mai 1901 (NLP) Arthur von Posadowsky-Wehner, 5. Mai 1901 – 24. Juni 1907, (DRP) (gleichzeitig Vizekanzler) Theobald von Bethmann Hollweg, ab 16. Juni 1907 (FVP nahestehend) (gleichzeitig Vizekanzler)  |
| Äußeres                                                | Bernhard von Bülow |
| Finanzen                                               | Johannes von Miquel (NLP), 17. Oktober 1900 – 5. Mai 1901 (NLP) Georg von Rheinbaben, ab 5. Mai 1901 |
| Geistliche, Unterrichts- und Medizinal-Angelegenheiten | Conrad von Studt, 17. Oktober 1900 – 24. Juni 1907 Ludwig Holle, ab 24. Juni 1907 |
| Handel und Gewerbe                                     | Ludwig Brefeld, 17. Oktober 1900 – 5. Mai 1901 Theodor von Möller, 5. Mai 1901 – 18. Oktober 1905 (NLP) Clemens Delbrück, ab 18. Oktober 1905 |
| öffentliche Arbeiten                                   | Karl Thielen, 17. Oktober 1900 – 23. Juni 1902 Hermann von Budde, 23. Juni 1902 – 28. April 1906 Paul von Breitenbach, ab 11. Mai 1906 |
| Justiz                                                 | Karl Schönstedt, 17. Oktober 1900 – 20. November 1905 Max Beseler, ab 20. November 1905 |
| Inneres                                                | Georg von Rheinbaben, 17. Oktober 1900 – 5. Mai 1901 Hans von Hammerstein-Loxten, 5. Mai 1901 – 20. März 1905 Theobald von Bethmann Hollweg, 21. März 1905 – 24. Juni 1907 (FVP nahestehend) Friedrich von Moltke, ab 24. Juni 1907                 |
| Landwirtschaft, Domänen und Forsten                    | Ernst von Hammerstein-Loxten, 17. Oktober 1900 – 5. Mai 1901 Victor von Podbielski , 5. Mai 1901 – 11. November 1906 (DKP) Theobald von Bethmann Hollweg, 12. – 21. November 1906 (FVP nahestehend) (interim) Bernd von Arnim, ab 21. November 1906 |
| Krieg                                                  | Heinrich von Goßler, 17. Oktober 1900 – 14. August 1903 Karl von Einem, ab 14. August 1903 |

Ab 1869 wurden Bundes- bzw. Reichsbeamte zu Ministern ohne Ressort ernannt, damit sie an Sitzungen des Staatsministeriums teilnehmen durften, an denen Bundes- bzw. Reichsangelegenheiten auf der Tagesordnung standen. Sie sind als reine Titularminister zu verstehen und ihre Ernennung als Lösung für die Probleme, die sich aus der nun notwendigen Verklammerung der Politik von Preußen und Reich ergaben. Die hier angegebenen Amtszeiten beziehen sich nur auf die Zeit als preußische Minister, die von der Amtszeit im Reich abweichen kann. 
| Amt                  | Name |
| -------------------- | --- |
| Reichsamt des Innern | Arthur von Posadowsky-Wehner, 17. Oktober 1900 – 24. Juni 1907 (DRP) Theobald von Bethmann Hollweg, ab 24. Juni 1907 (FVP nahestehend) |
| Auswärtiges Amt      | Oswald von Richthofen, 22. Februar 1905 – 17. Januar 1906                                                                              |
| Reichsmarineamt      | Alfred von Tirpitz |
| Reichsschatzamt      | Reinhold Sydow, ab 20. Februar 1908 |